# Чавес, Луис Херардо
Луи́с Хера́рдо Ча́вес Магальо́н (исп. Luis Gerardo Chávez Magallón; род. 15 января 1996[…], Сиуатлан, Халиско) — мексиканский футболист, полузащитник московского «Динамо» и сборной Мексики. Участник чемпионата мира 2022 года.

## Клубная карьера
Чавес — воспитанник клубов «Пачука» и «Тихуана». 19 июля 2014 года в матче против «Пуэблы» он дебютировал в мексиканской Примере в составе последнего. 20 января 2016 года в поединке Кубка Мексики против «Мурсиелагос» Луис забил свой первый гол за «Тихуану». 
В 2019 году Чавес перешёл в «Пачуку». 27 июля в матче против «Веракрус» он дебютировал за новую команду. 17 августа в поединке против «Пуэблы» Луис забил свой первый гол за «Пачуку». В 2022 году он помог клубу выиграть чемпионат.
Летом 2023 года Чавес перешёл в московское «Динамо», подписав контракт на четыре года. Сумма трансфера составила 6,5 млн. евро.

## Международная карьера
28 апреля 2022 года в товарищеском матче против сборной Гватемалы Чавес дебютировал за сборную Мексики. В том же году в составе сборной Луис принял участие в чемпионате мира в Катаре. На турнире он сыграл в матчах против команд Польши, Аргентины и Саудовской Аравии. В поединке против саудитов Чавес забил свой первый гол за национальную команду.
В 2023 году Чавес выиграл Золотой кубок КОНКАКАФ. На турнире он сыграл в матчах против команд Гондураса, Гаити, Катара, Коста-Рики, Ямайки и Панамы. В поединках против ямайцев и гондурасцев Луис забил по мячу.

### Голы за сборную Мексики
| #  | Дата           | Место                               | Противник         | Счёт | Результат | Соревнование                |
| -- | -------------- | ----------------------------------- | ----------------- | ---- | --------- | --------------------------- |
| 1. | 30 ноября 2022 | Национальный стадион, Лусаил, Катар | Саудовская Аравия | 0:2  | 1:2       | Чемпионат мира 2022         |
| 2. | 25 июня 2023   | Эн-ар-джи Стэдиум, Хьюстон, США     | Гондурас          | 4:0  | 4:0       | Золотой кубок КОНКАКАФ 2023 |
| 3. | 12 июля 2023   | Алледжант Стэдиум, Парадайс, США    | Ямайка            | 0:2  | 0:3       | Золотой кубок КОНКАКАФ 2023 |
| 4. | 21 ноября 2023 | Стадион Ацтека Мексика              | Гондурас          | 1:0  | 2:0       | Лига наций КОНКАКАФ 2023/24 |

## Достижения
«Пачука»
- Победитель мексиканской Примеры — Апертура 2022

Мексика
- Победитель Золотого кубка КОНКАКАФ — 2023